# Deichtor-Center
Das Deichtor-Center (auch Deichtor Office Center, kurz DOC) ist ein im Jahre 2002 am Südrand des Deichtorplatzes in Hamburg erbautes Bürogebäude. Bauherr war der Hamburger Unternehmer Dieter Becken; nach mehreren Eigentümerwechseln gehört das Gebäude seit 2020 dem Immobilienunternehmen BNP Paribas Real Estate Investment Management (REIM). Zu den Mietern gehört unter anderem das ZDF-Landesstudio Hamburg.

## Lage und Umgebung
Das Deichtor Office Center liegt im südöstlichen Bereich des Stadtteils Hamburg-Altstadt zwischen Kontorhausviertel, Speicherstadt und Hafencity. Im Süden des Deichtorplatzes am Elbufer erbaut, befindet sich das Gebäude an der Gabelung der Willy-Brandt-Straße und der Oberbaumbrücke. Der nördliche Eingang hat die Anschrift Willy-Brandt-Straße 1, der südliche Oberbaumbrücke 1.

## Gebäude
Im August 2000 begannen die Bauarbeiten, im September 2002 war das Gebäude fertiggestellt. Entworfen wurde das Deichtor-Center von den Architekten Jens Bothe, Kai Richter und Hadi Teherani (BRT Architekten). Bauherr des Projektes war Dieter Becken mit seinem Immobilienunternehmen Becken Investitionen & Vermögensverwaltung.
Das zehngeschossige Gebäude bietet eine Bruttogrundfläche von circa 24.000 Quadratmetern, wobei die Gesamtmietfläche etwa 21.700 Quadratmeter beträgt. Die Bürofläche beläuft sich auf etwa 20.800 Quadratmeter, Lager- und Archivfläche beläuft sich auf etwa 900 Quadratmeter.
Zudem bietet das Deichtor-Center eine etwa 652 Quadratmeter große Terrassenfläche und eine Tiefgarage mit 146 Stellplätzen.  
Das Gebäude weist 3 Erschließungskerne mit 7 Aufzügen und 4 Sicherheitstreppenhäusern auf.

## Architektur und Gestaltung
Das Deichtor-Center ist ein dreieckig gestaltetes zehngeschossiges Gebäude, in dem die Büroriegel in einer Z-Form angelegt sind. Innerhalb der Gebäudestruktur wird der Aufbau in jedem vierten Geschoss gespiegelt. Diese Verschiebung der Stockwerke lässt drei- bis viergeschossige Räume entstehen. Die vier Wintergärten und zwei viergeschossigen Eingangshallen dienen als begrünte „Schaufenster“, die einen Blickfang darstellen und eine angenehme Atmosphäre für die Mitarbeiter schaffen sollen.
Der Rohbau des Gebäudes besteht aus Stahlbeton in Fertigbauweise, die Fassade ist mit Aluminium und Glas ausgestattet.
Diese Umhüllung aus Glas dient klimatischen und schallschutztechnischen Gründen. Die Büroräume sind entweder an einem der Wintergärten oder an der äußeren Doppelfassade angeordnet, wodurch eine weitgehend natürliche Belüftung der Zimmer und eine Senkung der Kosten für Kühlung und Heizung ermöglicht werden.
In seiner dreieckigen, spitz zulaufenden Form erinnert das Gebäude an einen Schiffsbug und stellt somit einen Bezug zum historischen Chilehaus im benachbarten Kontorhausviertel her.

## Finanzierung und Eigentümer
Das Investitionsvolumen des Deichtor-Centers belief sich auf 50 Millionen Euro. 2006 wurde das Objekt von Dieter Becken als Teil seines Hamburger Portfolios aus 22 Büro-, Einzelhandels- und Wohnimmobilien an Morgan Stanley Real Estate Investing (MSREI) verkauft. 2011 übernahm das Unternehmen PlusAlpina Real Estate Advisors das Deichtor Office Center. 2015 wurde es von Standard Life aufgekauft. Westbrook Partners LLC kaufte Standard Life das Gebäude Anfang 2018 für etwa 90 Millionen Euro ab. Anfang 2020 erwarb das Immobilieninvestmentunternehmen BNP Paribas Real Estate Investment Management (REIM) das Bürogebäude für 165 Millionen Euro.

## Nutzung
Zu den Mietern zählen unter anderem das Zweite Deutsche Fernsehen, welches das DOC als ZDF-Landesstudio Hamburg nutzt. Weitere Mieter sind unter anderem der Industriedienstleister Arcadis, die taiwanesische Reederei Yang Ming und das IT-Unternehmen Adesso. Seit 2018 sind mit der Frauenklinik an der Elbe und dem Zentrum für Pränatalmedizin an der Elbe auch medizinische Einrichtungen hier ansässig.

## Auszeichnungen
- 2003: Office of the Year, Fédération Européenne du Mobilier de Bureau
- 2005: Publikums-Architekturpreis, BDA Hamburg / Die Welt Hamburg
- 2005: 1. Preisrang, BDA Hamburg Architekturpreis
- 2007: BDA-Architekturpreis, Nike für die beste stadtbauliche Interpretation